# Josep Maria Jové
Josep Maria Jové i Lladó (Barcelona, 1975) es un político y profesor universitario español. Fue secretario general de la consejería de Economía y Hacienda de la Generalidad de Cataluña. También es presidente del Consejo Nacional de Esquerra Republicana de Catalunya. Desde el 17 de enero de 2018 es diputado en el Parlamento de Cataluña en la XII legislatura por la coalición electoral Esquerra Republicana de Catalunya-Catalunya Sí.

## Biografía
Josep Maria Jové es licenciado en Ciencias económicas y empresariales por la Universidad Pompeu Fabra (UPF) y diplomado en Ciencias políticas por la Universidad de Barcelona (UB). Además es máster en estudios avanzados de Administración pública y política pública.

## Trayectoria
Ha sido asesor político y económico en varias empresas de gestoría pública y privada, así como director de Políticas Sectoriales del Departamento de Presidencia y Vicepresidencia de la Generalidad de Cataluña entre 2005 y 2010. Ha compaginado su actividad política con la docencia universitaria como profesor en la Escuela Universitaria de Estudios Empresariales de la Universidad de Barcelona (UB) y actualmente es profesor asociado a la misma universidad. Desde el 2011 es presidente del Consejo Nacional de Esquerra Republicana de Catalunya.

### Operación Anubis
En el marco de la operación Anubis, el 20 de septiembre de 2017 fue detenido en relación con las actuaciones judiciales llevadas a cabo ante el Referéndum de independencia de Cataluña de 2017 del 1 de octubre. Su detención se produjo en plena Ronda del Litoral, mientras se dirigía al trabajo. El Instituto Armado paró el coche oficial, obligando a salir al chófer mientras que los agentes se llevaban el coche a la comandancia. Fue puesto en libertad con cargos dos días después.
Tras la Operación Anubis y la aplicación del Artículo 155 de la Constitución española de 1978 en Cataluña, la fiscalía general abrió un proceso penal en el que se incluye a más de 40 personas que participaron en reuniones reservadas para planificar la independencia de la comunidad autónoma de Cataluña. Durante la instrucción penal, los investigadores descubrieron un informe atribuido a Josep Maria Jové en el que se barajaban cuatro posibles escenarios para la declaración unilateral de independencia (DUI) de Cataluña.

### Libreta Moleskine
Según la acusación, la libreta Moleskine de Jové es una prueba clave en la causa que se sigue en el Tribunal Supremo contra el exGovern por un presunto delito de rebelión por declarar la independencia de Cataluña fuera de las vías legales. En la libreta, Josep María Jové, apuntó cada una de las reuniones celebradas para preparar todos los pasos hasta declarar la independencia.
En otro informe hallado por la policía y denominado "hoja de ruta", se barajaban cuatro escenarios distintos. El primero, convocatoria de elecciones y declaración de independencia en 18 meses desde enero de 2016; el segundo, convocar elecciones y maximizar el voto independentista; el tercero, 'doble urna', convocando elecciones y referéndum al mismo tiempo, y el cuarto, la llamada "alternativa Reniu", que consistía en un "conflicto abierto [con el Estado] con la aprobación de leyes de desconexión e inmediatas elecciones del nuevo Estado independiente".